# Perdida (pel·lícula de 2019)
Perdida és una pel·lícula mexicana de drama i suspens dirigida per Jorge Michel Grau.
La pel·lícula és una adaptació del film colombià de 2011 dirigit per Andrés Baiz, La cara oculta, i va ser presentada tant en la dissetena edició del Festival Internacional de Cinema de Morelia com en la vuitena edició del Festival Internacional de Cinema de Los Cabos en 2019. Va ser protagonitzada principalment per Paulina Dávila, José María de Tavira i Cristina Rodlo.
Es va estrenar en cinemes el 10 de gener de 2020 en Mèxic.

## Sinopsi
Contractat com el nou director de l'Orquestra Filharmònica de la Ciutat de Mèxic, Eric (José María de Tavira) es muda a la ciutat amb Carolina (Paulina Dávila), la seva esposa. Tot va bé fins que ella aparentment l'abandona. Devastat, Eric comença un tòrrid romanç amb una cambrera, Fabiana (Cristina Rodlo), encara que no tot és com sembla ser en la desaparició de la seva esposa.

## Repartiment
- Paulina Dávila com Carolina Etxeberry.
- José María de Tavira com Eric Iñiguez.
- Cristina Rodlo com a Fabiana.
- Juan Carlos Colombo com Mauricio Benítez.
- Luis Fernando Peña com José Vilches.
- Claudette Maillé com Blanca.
- Paulette Hernández com Julia.
- Sonia Franco com Ligia.
- Anabel Ferreira com Gladys Montenegro.

## Producció
La pel·lícula va ser produïda per la companyia d'origen colombià Dynamo Produccions amb seu central en Bogotà, Colòmbia, sent a més el quart llargmetratge realitzat pel director de cinema mexicà Jorge Michel Grau. El guió va estar a càrrec d'Anton Goenechea, partint de l'obra original escrita per Hatem Khraiche Ruiz-Zorrilla per al film colombià de 2011, La cara oculta, del qual va ser adaptada aquesta versió mexicana.

## Estrena
En 2019, va tenir la seva primera presentació al Festival Internacional de Cinema de Morelia el mes d'octubre dins de la secció d'Autors i Estrenes Nacionals, i després al Festival Internacional de Cinema de Los Cabos dut a terme el 16 de novembre. Finalment, el 10 de gener de 2020, va arribar la seva estrena al públic en totes les sales de cinema mexicanes.

## Recepció de crítica
Perdida va ser molt ben rebuda tant per la crítica especialitzada com pel públic en general, obtenint una aprovació del 92% en la versió a l'espanyol del lloc web agregador de ressenyes Rotten Tomatoes, Tomatazos, basada en 5 crítiques, les quals van resultar ser totes positives. Així mateix, establint en el seu consens que la pel·lícula “destaca per la seva manufactura i direcció efectiva i funciona gràcies al dinamisme de càmeres i el guió ben estructurat. Els actors sense sorprendre aconsegueixen ser convincents i creen el suspens adequat”.